# 阿克·斯托伊科夫
阿克·斯托伊科夫（1983年4月49日—）是一位馬其頓足球運動員。在場上的位置是前鋒。他現在效力於阿爾巴尼亞足球超級聯賽球隊科爾察足球俱樂部。他也代表馬其頓國家足球隊參賽。